# Leoncewicze
Leoncewicze (biał. Лявонцавічы, ros. Леонцевичи) – wieś na Białorusi, w obwodzie mińskim, w rejonie mińskim, w sielsowiecie Siennica. Leży nad Ptyczą.